# 胡夢檜
胡夢檜（？—？），浙江钱塘人，清朝政治人物。进士出身。
乾隆十三年，登進士。乾隆二十二年，擔任廣東廣州府永安縣知縣（現紫金縣知縣）。后由李天培接任。